# تشاو سين كوكسال تشوم
تشاو سين كوكسال (بالخميرية: ចៅ សែនកុសល)، 1 سبتمبر 1905 - 22 يناير 2009)، المعروف أيضا باسم شوم،ان موظفًا مدنيًا وسياسيًا كمبوديًا شغل منصب رئيس وزراء كمبوديا في عام 1962 و رئيس الجمعية الوطنية ‏ مرتين، في 1962-1963 و 1966-1968. حصل تشوم على اللقب الفخري "سمديش" في عام 1993 من الملك نورودوم سيهانوك.

## النشأة
وُلِد تشوم في عائلة من عرقية الخمير  في بلدة تري تون ‏، مقاطعة تشاو دوك ، الهند الصينية الفرنسية ، في الأول من سبتمبر عام 1905. تلقى تشوم تعليمه الابتدائي في بنوم بنه قبل أن ينتقل إلى سايغون حيث التحق بثانوية شاسيلوب لاوباك. في سن الـ21، أصبح تشوم أول كمبودي يتخرج من هناك، وحصل على درجة البكالوريوس في اللغة الفرنسية والفلسفة. بعد التخرج، بدأ مسيرته المهنية في الإدارة الاستعمارية الفرنسية في بنوم بنه في كمبوديا، بمنصب موظف مدني من الدرجة الثانية .

## الوفاة
في 22 يناير/كانون الثاني 2009، عن عمر يناهز 103 سنة، توفي آخر موظف مدني متبقٍ في كمبوديا إدارة الحكم الفرنسي ومن نظام "سنغكوم ريسترا نييوم"، بسلام محاطًا بعائلته. حُرق جثمان تشاو سين كوكسال تشوم علنًا بتكريم كامل وحراسة عسكرية، وقد قدم الملك الأب نورودوم سيهانوك التحية له عبر بيانات رسمية، وكذلك الملك نورودوم سيهاموني، ووزارة الخارجية الفرنسية، ومجتمع الخمير كروم. في نعي نُشر في صحيفة بنوم بنه بوست، كتبت عائلته أن تشوم يجب أن نتذكره باعتباره «رجلًا يراعي حقوق الآخرين، صغارًا كانوا أم كبارًا»، والذي «كان دائمًا لديه كلمات طيبة للوجوه المجهولة التي تخدم بلا كلل الأقوياء وذوي الشأن. لأن سمديش تشوم اعتبر نفسه مجرد خادم».  قبل وفاته بسنوات قليلة، كان تشوم قد طلب من حفيده تقديم اعتذاراته لسكان بنوم بنه عن الازدحام المروري الذي سيسببه موكبه الجنائزي الطويل. «لقد كانت خدمته المخلصة والمتفانية أعظم فخر له». منذ 10 يونيو 2004، عندما توفي رئيس الوزراء اليوناني السابق زينوفون زولوتاس ‏ ، وحتى وفاته، كان تشوم أكبر رئيس حكومة سابق على قيد الحياة في العالم.

## الحياة الشخصية
في 2 أبريل 1940، تزوج تشاو سين كوكسال من فان ثي هاي وأنجبا سبعة أطفال.

## الملاحظات
1. ↑  الخمير كروم
2. ↑  التي أعيدت تسميتها اليوم بمقاطعة آن زانغ
3. ↑  فيتنام الحالية
4. ↑  (بالفرنسية: Cadre Supérieur de Deuxième Classe / Anuk Montrei)